# Marek Židlický
Marek Židlický (né le 3 février 1977 à Most en Tchécoslovaquie) est un joueur professionnel tchèque de hockey sur glace qui évoluait au poste de défenseur.

## Carrière de joueur
Sa carrière professionnelle a débuté avec le club de Kladno, avec lequel il évolue cinq saisons en Extraliga. En 1999, il signe à l'IFK Helsinki (SM-liiga). Il connut une très solide saison 2000-2001 avec l'IFK Helsinki, récoltant 12 buts et 25 passes pour 37 points, meilleur pointeur de la ligue chez les défenseurs - cela suffit à séduire les Rangers de New York qui le repêchèrent au 6e tour du repêchage d'entrée dans la LNH 2001, 176e en tout.
Cependant, les Rangers et Židlický ne parvinrent pas à trouver un terrain d'entente pour un contrat, Židlický opta donc pour une saison de plus en Finlande, où il connut deux autres fortes campagnes, menant le HIFK pour les points en 2001-2002 avec 40, et partageant le premier rang des marqueurs la saison suivante avec 47 points.
Se rendant compte que Židlický ne viendrait jamais en Amérique du Nord sans contrat remplissant ses exigences et ne voulant pas lui donner, les Rangers l'échangèrent avec Rem Murray et Tomas Kloucek aux Predators de Nashville contre Mike Dunham le 12 décembre 2002.
L'été suivant, les Predators acceptèrent de lui donner le contrat qu'il demandait et il joint les Predators pour la saison 2003-2004 de la LNH. Ce fut une saison faste pour le Tchèque qui fut le premier joueur des Predators à jouer 82 matchs à sa première saison. Malheureusement pour lui et les fans de Nashville, il fut blessé dans les premières minutes du premier match des séries contre les Red Wings de Détroit, ce qui l'empêcha de revenir au jeu au cours des séries cette saison.
Pendant le lock-out de 2004-2005, Židlický retourne jouer avec le HIFK.
Il fut sélectionné dans l'Équipe de République tchèque de hockey sur glace pour les Jeux olympiques de Turin de 2006, avec laquelle il remporta le bronze. Il a également remporté avec l'équipe nationale le Championnat du monde 2005 à Vienne. Il compte 14 buts en 73 sélections.
Le 8 mai 2006, on annonça que Židlický et les Predators s'étaient entendus sur les modalités d'un contrat de 4 ans, d'une valeur approximative de 13 500 000 de dollars américains. Le 1er juillet 2008, il est échangé au Wild du Minnesota en retour de Ryan Jones et d'un choix de seconde ronde.
Židlický a été échangé le 24 février 2012 aux Devils du New Jersey contre le choix de 2e ronde des Capitals de Washington, Kurtis Foster, Nick Palmieri et Stéphane Veilleux.
Židlický est échangé le 2 mars 2015 aux Red Wings de Détroit contre un choix de 3e ronde lors du repêchage 2016.
Le 18 septembre 2015, il signe un contrat d'un an avec les Islanders de New York.

## Trophées et honneurs personnels
- 2011 : nommé dans l'équipe type des médias lors du Championnat du monde.

## Statistiques

### En club
| Saison     | Équipe                 | Ligue      |     | Saison régulière | Saison régulière | Saison régulière | Saison régulière | Saison régulière |   | Séries éliminatoires | Séries éliminatoires | Séries éliminatoires | Séries éliminatoires | Séries éliminatoires |
| Saison     | Équipe                 | Ligue      | PJ  | B                | A                | Pts              | Pun              | PJ               | B | A                    | Pts                  | Pun                  |                      |                      |
| 1994-1995  | HC Kladno              | Extraliga  | 41  | 3                | 3                | 6                | 0                | -                | - | -                    | -                    | -                    |                      |                      |
| 1995-1996  | HC Kladno              | Extraliga  | 37  | 4                | 5                | 9                | 74               | 7                | 1 | 1                    | 2                    | 8                    |                      |                      |
| 1996-1997  | HC Kladno              | Extraliga  | 49  | 5                | 16               | 21               | 60               | 2                | 0 | 0                    | 0                    | 0                    |                      |                      |
| 1997-1998  | HC Kladno              | Extraliga  | 51  | 2                | 13               | 15               | 121              | -                | - | -                    | -                    | -                    |                      |                      |
| 1998-1999  | HC Kladno              | Extraliga  | 50  | 10               | 12               | 22               | 94               | -                | - | -                    | -                    | -                    |                      |                      |
| 1999-2000  | HIFK                   | SM-liiga   | 47  | 4                | 16               | 20               | 66               | 9                | 3 | 2                    | 5                    | 24                   |                      |                      |
| 2000-2001  | HIFK                   | SM-liiga   | 51  | 12               | 25               | 37               | 146              | 5                | 0 | 1                    | 1                    | 6                    |                      |                      |
| 2001-2002  | HIFK                   | SM-liiga   | 56  | 11               | 29               | 40               | 107              | -                | - | -                    | -                    | -                    |                      |                      |
| 2002-2003  | HIFK                   | SM-liiga   | 54  | 10               | 37               | 47               | 79               | 4                | 0 | 0                    | 0                    | 4                    |                      |                      |
| 2003-2004  | Predators de Nashville | LNH        | 82  | 14               | 39               | 53               | 82               | 1                | 0 | 0                    | 0                    | 0                    |                      |                      |
| 2004-2005  | HIFK                   | SM-liiga   | 49  | 11               | 20               | 31               | 91               | 5                | 0 | 3                    | 3                    | 14                   |                      |                      |
| 2005-2006  | Predators de Nashville | LNH        | 67  | 12               | 37               | 49               | 82               | 2                | 0 | 1                    | 1                    | 2                    |                      |                      |
| 2006-2007  | Predators de Nashville | LNH        | 79  | 4                | 26               | 30               | 72               | 5                | 0 | 2                    | 2                    | 4                    |                      |                      |
| 2007-2008  | Predators de Nashville | LNH        | 79  | 5                | 38               | 43               | 63               | 6                | 0 | 3                    | 3                    | 8                    |                      |                      |
| 2008-2009  | Wild du Minnesota      | LNH        | 76  | 12               | 30               | 42               | 76               | -                | - | -                    | -                    | -                    |                      |                      |
| 2009-2010  | Wild du Minnesota      | LNH        | 78  | 6                | 37               | 43               | 67               | -                | - | -                    | -                    | -                    |                      |                      |
| 2010-2011  | Wild du Minnesota      | LNH        | 46  | 7                | 17               | 24               | 30               | -                | - | -                    | -                    | -                    |                      |                      |
| 2011-2012  | Wild du Minnesota      | LNH        | 40  | 0                | 14               | 14               | 24               | -                | - | -                    | -                    | -                    |                      |                      |
| 2011-2012  | Devils du New Jersey   | LNH        | 22  | 2                | 6                | 8                | 10               | 24               | 1 | 8                    | 9                    | 22                   |                      |                      |
| 2012-2013  | HC Kladno              | Extraliga  | 25  | 3                | 22               | 28               | 14               | -                | - | -                    | -                    | -                    |                      |                      |
| 2012-2013  | Devils du New Jersey   | LNH        | 48  | 4                | 15               | 19               | 38               | -                | - | -                    | -                    | -                    |                      |                      |
| 2013-2014  | Devils du New Jersey   | LNH        | 81  | 12               | 30               | 42               | 60               | -                | - | -                    | -                    | -                    |                      |                      |
| 2014-2015  | Devils du New Jersey   | LNH        | 63  | 4                | 19               | 23               | 42               | -                | - | -                    | -                    | -                    |                      |                      |
| 2014-2015  | Red Wings de Détroit   | LNH        | 21  | 3                | 8                | 11               | 14               | 6                | 0 | 0                    | 0                    | 4                    |                      |                      |
| 2015-2016  | Islanders de New York  | LNH        | 53  | 4                | 12               | 16               | 20               | 5                | 0 | 1                    | 1                    | 4                    |                      |                      |
| Totaux LNH | Totaux LNH             | Totaux LNH | 836 | 89               | 328              | 417              | 680              | 49               | 1 | 15                   | 16                   | 44                   |                      |                      |

### En équipe nationale
| Année | Équipe                 | Compétition                 |   | PJ | B | A | Pts | Pun                         |  | Résultat |
| 1995  | République tchèque U20 | Championnat du monde junior | 7 | 0  | 2 | 2 | 31  | 6e place                    |  |          |
| 1996  | République tchèque U20 | Championnat du monde junior | 7 | 0  | 5 | 5 | 12  | 4e place                    |  |          |
| 2004  | Tchéquie               | Coupe du monde              | 5 | 3  | 1 | 4 | 2   | Défaite en quarts de finale |  |          |
| 2005  | République tchèque     | Championnat du monde        | 9 | 1  | 3 | 4 | 18  | Médaille d'or               |  |          |
| 2006  | République tchèque     | Jeux olympiques             | 7 | 4  | 1 | 5 | 16  | Médaille de bronze          |  |          |
| 2007  | République tchèque     | Championnat du monde        | 7 | 1  | 5 | 6 | 6   | 7e place                    |  |          |
| 2008  | République tchèque     | Championnat du monde        | 7 | 1  | 4 | 5 | 6   | 5e place                    |  |          |
| 2009  | République tchèque     | Championnat du monde        | 7 | 0  | 1 | 1 | 6   | 6e place                    |  |          |
| 2010  | République tchèque     | Jeux olympiques             | 5 | 0  | 5 | 5 | 2   | 7e place                    |  |          |
| 2011  | République tchèque     | Championnat du monde        | 9 | 1  | 4 | 5 | 6   | Médaille de bronze          |  |          |
| 2013  | République tchèque     | Championnat du monde        | 2 | 0  | 0 | 0 | 0   | 7e place                    |  |          |
| 2014  | République tchèque     | Jeux olympiques             | 5 | 2  | 2 | 4 | 8   | 6e place                    |  |          |